# جون موفات
جون موفات (بالإنجليزية: John Moffat)‏ هو فيزيائي كندي، ولد في 1932 في كوبنهاغن في الدنمارك.